# Heinrich Eggert
Heinrich Eggert, Peter David Heinrich Eggert (ur. w grudniu 1793 w Gdańsku, zm. 11 czerwca 1841 w Gdańsku) – gdański kupiec, przewodniczący Rady Miejskiej, sycylijski urzędnik konsularny. 

## Życiorys
Syn kupca zbożowego Davida Eggerta (1743–1816). Właściciel firmy handlu zbożem przy Neugarten (obecnie ul. Nowe Ogrody) (1820), przy Breitgasse 1043 (ul. Szeroka 15) (1830), i przy Melzergasse 130 (ul. Słodowników 4) (1839). Był też współzałożycielem i członkiem Korporacji Kupców Gdańskich (Die Korporation der Kaufmannschaft zu Danzig) (1822-1841), członkiem Rady Miejskiej (1826–1829 i 1831–1841), i jej przewodniczącym (1833–1834). Pełnił też funkcję wicekonsula Sycylii w Gdańsku (1838-1841).